# 愛知県立半田特別支援学校
愛知県立半田特別支援学校（あいちけんりつ はんだとくべつしえんがっこう）は、愛知県半田市池田町二丁目にある公立特別支援学校。
また、桃花校舎（高等部3学級）が2006年4月に開設されたが、後に愛知県立大府もちのき特別支援学校の校舎となった。

## 沿革
- 1978年（昭和53年）4月1日 - 愛知県立半田養護学校として開校[1]。
- 1979年（昭和54年）4月1日 - 高等部普通科設置[1]。
- 2006年（平成18年）
  - 4月1日 - 愛知県立桃陵高校内に半田養護学校桃花校舎開設[1]。
  - 10月 - 桃花校舎開校記念式典を挙行[2]。
- 2014年（平成26年）4月1日 - 「愛知県立半田特別支援学校」に校名変更[1]。これに伴い、半田養護学校桃花校舎は半田特別支援学校桃花校舎に校名変更[2]。
- 2018年（平成30年）4月 - 愛知県立大府もちのき特別支援学校の新設により、通学区域のうち大府市、東海市、東浦町が愛知県立大府もちのき特別支援学校へ移管[3]、半田特別支援学校桃花校舎は愛知県立大府もちのき特別支援学校桃花校舎となる[2]。

## 旧桃花校舎

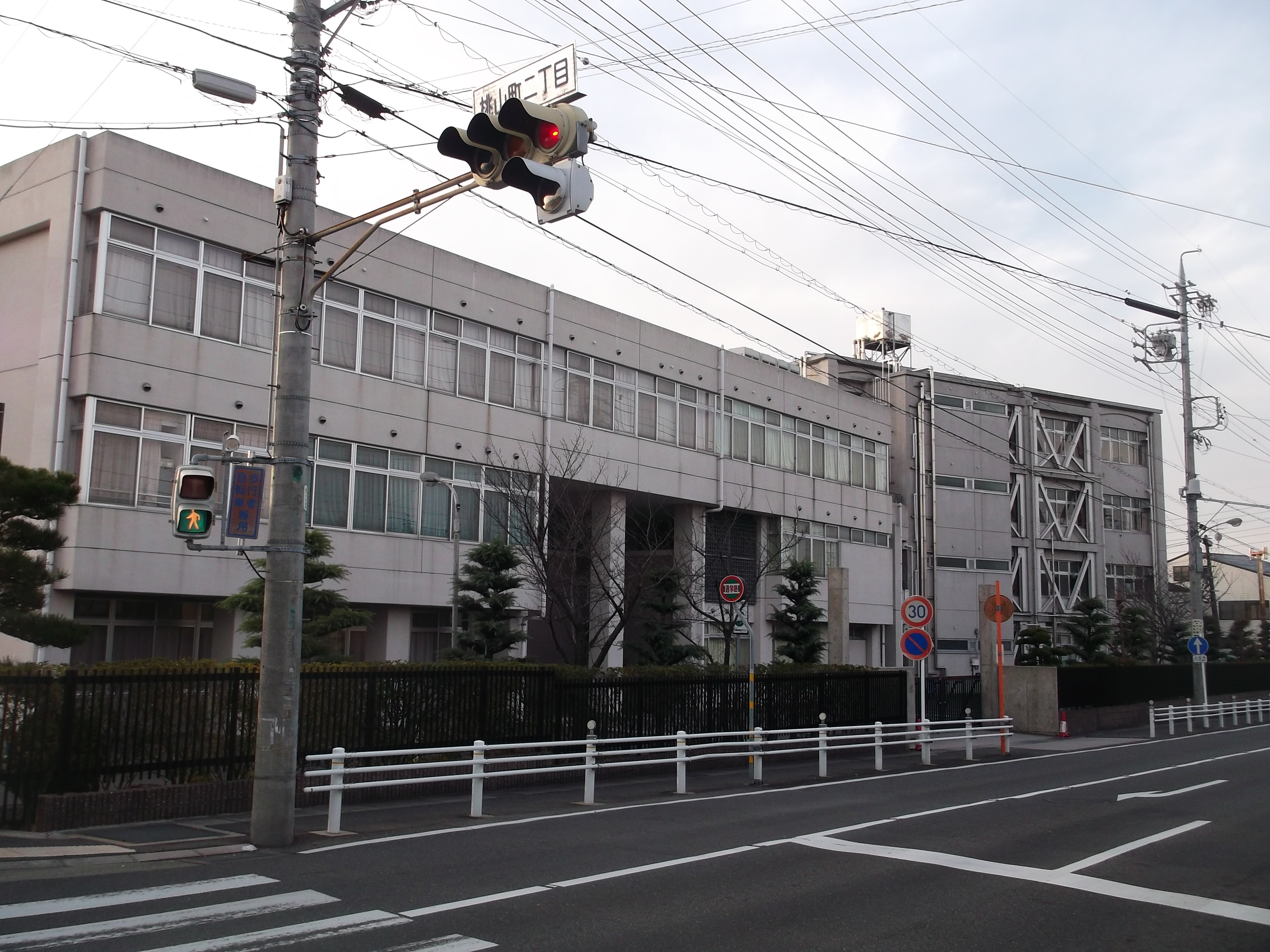
桃花校舎

## 学部
- 小学部
- 中学部
- 高等部

## 校訓
『伸びよ 窮めよ 顧みよ』

## 交通アクセス
- 名鉄河和線「知多半田駅」または「青山駅」より、知多バス半田・常滑線(常滑駅行き)に乗り換え、「西板山」バス停で下車、徒歩で北へ約600m。